# Michele Sanmicheli
Michele Sanmicheli (Verona, 1484. – Verona, 1559.), talijanski renesansni arhitekt i pored Antonija da Sangallo mlađeg najpoznatiji arhitekt utvrda svog vremena.

## Život i djelo
Školovao se u Rimu kao Bramanteov učenik i duže vrijeme djelovao u Vatikanu. Godine 1528. stavlja se u službu Mletačke Republike koja ga 1535. godine postavlja za svog glavnog inženjera. U Veneciji je povećao i učvrstio gotovo sve utvrde, prvi je izgradio i zidine na Lidu (1535. – 1549.)., a gradio je i utvrde širom posjeda Republike, pa tako i u Zadru.
U rodnoj Veroni je na starim gradskim zidinama izgradio impozantna vrata, među kojima su najpoznatija Porta Nuova. Tamo je sagradio i palače Palazzo Bevilacqua i Palazzo Pompei, a u Veneciji Palazzo Grimani. Izradio je i nacrte za crkvu Madonna di Campagna u Veroni, koja je pak dovršena poslije njegove smrti, kao i za utvrdu San Andrea na ulazu u venecijansku luku.
Sanmichelijeve građevine snažno su utjecale na stil veronskih palača koje se odlikuju grubo tesanim kamenom (rustika) u prizemlju i manirističkim elementima na gornjim katovima.

## Rad na izgradnji zadarskih utvrda
Michele Sanmicheli zaslužan je i za osnovni raspored novih zadarskih utvrda u 16. stoljeću, smještaj i kompoziciju Kopnenih vrata (Porta Terraferma) a njegov nećak Giangirolamo Sanmicheli za oblikovanje velikog središnjeg bastiona Pontona. Projekt novog fortifikacijskog sustava Zadra u 16. stoljeću rezultat je ideje da se prostor Zadra zaštiti jedinstvenim fortifikacijskim sustavom, i to ne samo prostor zadarskog poluotoka, već mnogo širi prostor kopna i mora, poluotoka i uvale. Zadarske utvrde 16. stoljeća u cjelini su važno poglavlje mletačkoga fortifikacijskoga graditeljstva, ostvareno u gradu koji je za Mletačku Republiku bio od posebne važnosti.
Intenzivni radovi na gradnji novog fortifikacijskog sustava u Zadru započinju u doba Mletačko-turskog rata 1537. – 1540., na kojima su Michele Sanmicheli i njegov nećak Giangirolamo bili angažirani od samog početka. Michele je upućen u Zadar 5. svibnja 1537. godine, s prvotnom zadaćom da preko zadarskog poluotoka sagradi obrambeni pojas s dva bastiona, no na koncu je izveden fortifikacijski sustav bitno drukčiji od onog koji se trebao sagraditi po uputama Francesca Marie della Rovere (1490. – 1538.), vojvode od Urbina, koji je imao funkciju Capitano generale da terra. Naime, južno je sagrađen bastion uz srednjovjekovnu Citadelu, kurtina se dalje prema sjeveroistoku većim dijelom poklapa s tokom starijeg zida, a potom je usred poluotoka smješten velik središnji bastion, Ponton. Kurtina je potom usmjerena prema sjeveru, križajući se na tom putu s trasom srednjovjekovnoga zida, koji se nakon tzv. Kapetanove kule približno istim smjerom nastavlja prema obali. Kurtina je u 16. stoljeću ipak ležala zapadnije, završavajući kraj obale u Bastionu sv. Marcele. Dakle, osim novoga, promijenjenog toka obrambenog pojasa u odnosu na srednjovjekovni, sagrađena su tri bastiona umjesto dva koja su bila planirana 1537. godine. 
Kako je Michele Sanmicheli umjesto vojvodina prijedloga trasirao posve drukčiju utvrdu, već 8. listopada 1537. godine upućen je na Krf, a u Zadru je ostao Giangirolamo (tada svega 24 godine star) koji je dovršio njegove zamisli. Giangirolamo je samo nekoliko godina kasnije dobio priliku sagraditi sjajnu utvrdu na ulazu u kanal sv. Ante pred Šibenikom (Sv. Nikola, 1540.), no to je ipak bio manje važan angažman od samih gradskih utvrda u Zadru.
Sanmicheli odredio je i mjesto novome glavnom ulazu u grad. Dotadašnja su se glavna Kopnena vrata (Porta Terraferma) nalazila sjeveroistočnije, u zoni rimskih gradskih vrata, odnosno rimskoga dekumana. Nakon odluke da to mjesto zapriječi novi veliki bastion, Ponton, ulaz u grad trebalo je smjestiti na novo mjesto, na način da se vrata nadovezuju na već postojeću važnu gradsku ulicu, a koje će ujedno biti pogodno i u sklopu novoprojektiranih utvrda. Nova Kopnena vrata (dovršena 1543. godine) predstavljaju vrhunsko remek-djelo renesansne arhitekture u Zadru i šire.

## Najpoznatija djela
| - Kapela Petrucci u crkvi Sv. Dominika (1516. – 1524., Orvieto) - Kapela Pellegrini u crkvi Sv. Dominika (1528. – 1538., Verona) - Palača Canossa (1530. – 1537., Verona) - Vrata Porta Nuova (1533. – 1540., Verona) - Palača Bevilacqua (1534., Verona) - Villa Brenzone (1541. – 1550., Punto San Vigilio) - Vrata Porta San Zeno (1542., Verona) | - Kopnena vrata - Porta Terraferma (1543., Zadar) - Palača Cornaro (1547. – 1559., Venecija) - Vrata Porta Palio (1550. – 1557., Verona) - Palača Pompei (1551., Verona) - Palača Grimani (započeta 1556., Venecija) - Crkva Madonna di Campagna (1559., Verona) - utvrde Brescia, Bergamo, Venecija, Zadar, Kreta i Krf |

## Vanjske poveznice
- Sanmichelijeva biografija (en.)